# Butleronea
Butleronea é um gênero de traça pertencente à família Arctiidae.